# Megacheilacris bullifemur
Megacheilacris bullifemur är en insektsart som först beskrevs av Marius Descamps och Christiane Amédégnato 1971.  Megacheilacris bullifemur ingår i släktet Megacheilacris och familjen Romaleidae.

## Underarter
Arten delas in i följande underarter:
- M. b. bullifemur
- M. b. vallensis